# Драман Салу
Драман Салу (фр. Dramane Salou; Уагадугу, 22. мај 1998) бивши је фудбалер Партизана и репрезентативац Буркине Фасо.

## Каријера
Салу је поникао у млађим категоријама фудбалског клуба Салитас из свог родног града, Уагадугуа. Како се његов клуб такмичио у лиги нижег степена, током сезоне 2016/17. Салу је наступао за фудбалски клуб УСФА у Премијер лиги Буркине Фасо, као позајмљени играч. Након пласмана Салитаса у први ранг такмичења, Салу се вратио у свој матични клуб лета 2017. године, приступивши првој екипи. Са три гола и пет асистенција, постигнутих током такмичења, проглашен је најбољим играчем тамошњег фудбалског такмичења за месец новембар.
Почетком 2018, Салу је стигао у Србију и прикључио се екипи Партизана. Иако је на утакмици против Телеоптика за време пробног периода задобио повреду бутног мишића, те је касније пропустио већи део припрема, успео је да се избори за четворогодишњи уговор са клубом. Званично је промовисан као нови играч овог клуба 1. фебруара, задуживши дрес са бројем 34. Салу се по први пут нашао у протоколу за званичну утакмицу Партизана 13. маја 2018, када је сусрет са Вождовцем на крову Тржног центра провео на клупи за резервне играче. Салу је, потом, у договору са стручним штабом, уступљен филијали Телеоптику, за такмичење у Првој лиги Србије током 2018/19. сезоне. Након што је изостављен из протокола на уводним утакмицама пролећног дела сезоне, Спортски журнал је средином марта 2019. пренео да је Салу напустио Партизан услед седам неисплаћених месечних зарада. Такође, према писању портала Моцартспорт, Салу је отпуштен и од стране станодавца, те се по одласку из клуба вратио у матичну државу. Раскид споразума о уступању, а затим и прекид уговора са Партизаном озваничен је средином априла 2019. године.
Током лета 2019. одлази у Украјину, где потписује за Олимпик из Доњецка, са којим наступа у тамошњој Премијер лиги. Од фебруара 2020. је наступао за Слуцк у Премијер лиги Белорусије, а августа 2020. одлази у Јерменију, где потписује за тамошењег премијерлигаша Пјуник из Јеревана.

## Репрезентација
У мају 2016. године, Салу је уврштен међу играче Буркине Фасо за квалификациони циклус утакмица за Афрички куп нација, у узрасту до 20 година старости. За сениорски састав своје државе, Салу је дебитовао годину дана касније, 4. маја 2017. у пријатељској утакмици против екипе Бенина.

## Начин игре
Салу је 175 центиметара високи фудбалер, који најчешће наступа на позицији задњег везног играча. За разлику од млађих узраста када је углавном бивао описиван као играч са израженијим дефанзивним особинама, добивши на маси и физичким карактеристикама, у сениорском фудбалу касније је неретко коришћен и у предњој везној линији. Ова промена му је омогућила да често буде укључен у завршетке акција свог тима, па се тако остварио као стрелац и асистент у Премијер лиги Буркине Фасо. Фигурира као извођач прекида, укључујући корнере и слободне ударце.

## Статистика

#### Клупска
| Клуб                  | Сезона   | Лига             | Лига    | Лига   | Национални куп | Национални куп | Европа  | Европа | Остало  | Остало | Укупно  | Укупно |
| Клуб                  | Сезона   | Дивизија         | Наступа | Голова | Наступа        | Голова         | Наступа | Голова | Наступа | Голова | Наступа | Голова |
| --------------------- | -------- | ---------------- | ------- | ------ | -------------- | -------------- | ------- | ------ | ------- | ------ | ------- | ------ |
| Партизан              | 2017/18. | Суперлига Србије | 0       | 0      | 0              | 0              | —       | —      | —       | —      | 0       | 0      |
| Телеоптик (позајмица) | 2018/19. | Прва лига Србије | 18      | 0      | 1              | 0              | —       | —      | —       | —      | 19      | 0      |
| Каријера              | Каријера | Каријера         | 18      | 0      | 1              | 0              | —       | —      | —       | —      | 19      | 0      |

- Ажурирано 16. марта 2019. године.[26]

#### Репрезентативна
| Буркина Фасо | Буркина Фасо | Буркина Фасо |
| Год          | Наступа      | Голова       |
| ------------ | ------------ | ------------ |
| 2017         | 1            | 0            |
| Укупно       | 1            | 0            |

- Ажурирано 19. августа 2018. године.[26]